# 717-я пехотная дивизия (вермахт)
717-я пехотная дивизия — тактическое соединение сухопутных войск вооружённых сил нацистской Германии периода Второй мировой войны.

## Формирование и боевой путь
Сформирована в апреле 1941 г., с июля 1941 г. — на юго-востоке. В октябре — ноябре 1941 года подразделения дивизии участвуют в антипартизанской операции в оккупированной Югославии. В апреле — мае 1943 г. преобразована в 117-ю лёгкую пехотную дивизию.